# Oddział Wydzielony „Kościerzyna”
Oddział Wydzielony „Kościerzyna” – oddział wydzielony Wojska Polskiego II Rzeczypospolitej walczący w kampanii wrześniowej 1939.

## Formowanie
Tuż przed wojną, 25 sierpnia 1939, dowódca Armii „Pomorze” postanowił utworzyć pośrednie szczeble dowodzenia. Jednym z nich miało być dowództwo nowo utworzonej Grupy Operacyjnej „Czersk”. W skład grupy wszedł między innymi Oddział Wydzielony „Kościerzyna”. Dowództwo OW utworzono z oficerów wydzielonych z Pomorskiej Brygady Kawalerii i batalionu ON „Kościerzyna”. Dowódcą został ppłk Jerzy Staniszewski – dotychczasowy zastępca dowódcy 8 pułku strzelców konnych.

## Działania OW
Zadaniem OW „Kościerzyna” było rozpoznanie kierunku na Bytów i osłona kierunku Bytów – Kościerzyna – Tczew, po czym prowadzenie działań opóźniających po osi Kościerzyna – Starogard i dalej na południe.

### Ugrupowanie do walki
Tuż przed wybuchem wojny ugrupowanie bojowe OW było następujące:
- kompania Straży Granicznej, wzmocniona plutonem 3/84 bp na pozycji wysuniętej w rejonie Lipusza,
- przedpole Kościerzyny na rubieży: na południe od Lizak, dalej Sycowa Huta – jezioro Sudomie – Łubiana – Wieprznica obsadziły: 1 pluton 1 szwadronu 16 pułku ułanów, 1 i 2 kompanie batalionu ON „Kościerzyna" i dwa plutony ckm, pluton dział ppanc i pluton moździerzy,
- 3 bateria 11 dak na stanowiskach w rejonie lasu przy rozwidleniu szos z Kościerzyny do Korne i Rybak,
- odwód stanowiła 3 kompania (bez plutonu) wzmocniona plutonem ckm w rejonie Strzelnicy,
- pluton żandarmerii w Kościerzynie z zadaniem zwalczania dywersji,
- pluton saperów w Kościerzynie z zadaniem wykonania zniszczeń,
- II Gdyński batalion ON pozostawał w rejonie Kartuz gotowy do podjęcia marszu na południe,
- stanowisko dowodzenia OW – w rejonie Strzelnicy.

### Walki 1 września
Od wczesnych godzin rannych 1 września lotnictwo niemieckie rozpoznawało polskie ugrupowanie wojsk. Niemieckie straże graniczne zaatakowały polskich pograniczników w Skwierawach i Nakle. Polskim strażnikom przybył z pomocą pluton zwiadu OW „Kościerzyna” i wyrzucił Niemców z Nakla, po czym pojechał w kierunku Skwieraw. Tu został ostrzelany przez czołowe pododdziały 368 pułku piechoty. Polski pluton rozpoznawczy wycofał się w kierunku Lipusza.

### Przegrupowanie
Około 23:00 wydany został rozkaz dowódcy Armii „Pomorze”, nakazujący wojskom GO „Czersk” opuścić dotychczasowe pozycje i przejść na linię Jezior Cekcyńskich w celu przedłużenia obrony 9 Dywizji Piechoty.
W myśl tego rozkazu dowódca GO „Czersk”, gen. Stanisław Grzmot-Skotnicki, nakazał dowódcy OW „Kościerzyna” opuścić zajmowane pozycje obronne i przejść w rejon Wierzchucina. W tym celu batalion ON „Kościerzyna” miał przejść w rejon Olpucha, gdzie miał podstawiony transport kolejowy, którym batalion zostanie zawieziony do wyznaczonego rejonu. Natomiast II Gdyński batalion ON, 3/11 dak, pluton 1/16 pułku ułanów przejdą do wyznaczonego rejonu marszem pieszym.
Dowódca OW „Kościerzyna” polecił dowódcom podporządkowanych mu oddziałów przygotować się do przemieszczenia. Pluton saperów wraz ze specjalną grupą zmilitaryzowanych kolejarzy wykonał przewidziane planem zniszczenia stacji kolejowej i wiaduktów oraz przepustów. Następnie załadował się do specjalnego pociągu, którym po drodze miano dokonywać dalszych zniszczeń. W celu ubezpieczenia stacji kolejowej Olpuch wysłany został pluton z 2 kompanii batalionu ON „Kościerzyna”. Początek wymarszu określono na 1:00 2 września.
Batalion ON „Kościerzyna” opuszczał swoje miasto między godz. 1:00 a 2:00, maszerując po drodze Rotembark – Juszki do Olpucha. 1 kompania stanowiła straż przednią, następnie maszerowała 3 kompania i kompania Straży Granicznej oraz plutony specjalne. Kompania ckm została rozdzielona plutonami do poszczególnych kompanii strzeleckich. 3/11 dak i pluton dział ppanc wyruszył pod osłoną plutonu kawalerii. Wymarsz z miasta został częściowo zakłócony przez kobiety, które wyległy na ulice, z płaczem żegnając żołnierzy opuszczających miasto. Kiedy ostatnie elementy batalionu ON „Kościerzyna” opuszczały miasto, wchodziły do niego ubezpieczenia czołowe gdyńskiego batalionu. Ruszył on śladem 3/11 dak.
Przybywające do Olpucha pododdziały batalionu ON „Kościerzyna” natychmiast zaczęły się ładować na transport kolejowy. Za transportem z batalionem jechał pociąg specjalny, którego załoga dokonywała niszczeń urządzeń stacyjnych na poszczególnych dworcach kolejowych. W drodze lotnictwo nieprzyjaciela rozpoznawało transport, a przed Wierzchucinem został on zbombardowany. Wielu żołnierzy dostało silnego szoku nerwowego. Po wyładowaniu w lesie między Wierzchucinem a Lnianem batalion odpoczywał.
Tymczasem pluton dział przeciwpancernych i 3/ 11 dak kontynuowały marsz na południe. Również II Gdyński batalion ON przez cały dzień samotnie maszerował przez zachodni skraj Borów Tucholskich.

### Dalsze walki oddziału wydzielonego
Na 3 września dowódca Grupy Osłony „Czersk” planował natarcie w kierunku południowym celem zlikwidowania nieprzyjaciela zgrupowanego w rejonie lasów Świekatowa . OW „Kościerzyna” miał zabezpieczać natarcie w rejonie Wierzchucina i zabezpieczyć tyły nacierających na południe oddziałów 27. i 9 Dywizji Piechoty.
Natarcie polskich dywizji piechoty nie układało się po myśli polskiego dowództwa. Oddziały 27 DP późnym wieczorem lub nocą podejmowały próbę odejścia na południe lub pozostały w okrążeniu. Dowódca 24 pułku piechoty nakazał II i III batalionowi oderwać się od nieprzyjaciela i wycofać w rejon Franciszkowo – Bramka. Stamtąd bataliony miały kontynuować marsz na Bydgoszcz. Bataliony opuściły zajmowane stanowiska, a obsadził je batalion ON „Kościerzyna” otaczając opieką pozostawionych tu rannych.
W czasie gdy 9 i 27 DP prowadziły nieskoordynowane działania, sztab GO „Czersk” opracował plan natarcia. Dowódca GO wysłał rozpoznanie lotnicze w rejon na zachód i południe od Świecia. Nie stwierdziło ono żadnych zgrupowań nieprzyjaciela, a droga do Bydgoszczy nad Wisłą była wolna. Zgodnie z planem GO „Czersk” miała nacierać na odcinku od Błądzimia do Bramki w kierunku południowym na Łowin – Różanna. W ramach ogólnego natarcia, na styku z lewym skrzydłem 27 DP, z rejonu na południe od Błądzimia, miało nacierać zgrupowanie piechoty, w składzie1 batalion strzelców, batalion ON „Kościerzyna” wzmocniony kompanią Straży Granicznej i batalion ON „Czersk”, w kierunku na Tuszyny – Łowin. Natarcie miał wspierać I/9 pułk artylerii lekkiej. II Gdyński batalion ON i 3/11 dywizjonu artylerii konnej miała wejść w skład odwodu Grupy Osłony.
Znajdujący się już od rana w rejonie Wierzchucina batalion ON „Kościerzyna” otrzymał rozkaz wyjścia w rejon Szewna i zluzowania 24 pułku piechoty, którego bataliony zamykały przesmyki między jeziorami Szewnik, Branickie. Około 18:00 dowódca luzowanego pułku przekazał lekarzowi batalionu wszystkich swoich rannych, chociaż batalion nie miał środków medyczno-sanitarnych i ludzi do udzielenia im pomocy.
Późnym wieczorem dowództwo GO „Czersk” przeniosło się z Wierzchucina do leśniczówki Błądzim, a jej oddziały przegrupowały się na pozycje wyjściowe do natarcia. Żołnierze byli jednak w stanie krańcowego fizycznego wyczerpania. Około północy przybył do Błądzimia dowódca 9 DP płk dypl. Józef Werobej i poinformował gen. Grzmota-Skotnickiego o załamaniu się natarcia i decyzji marszu (w ślad za 27 DP) w kierunku na Bydgoszcz. Wobec tak zmienionej sytuacji taktycznej, plan natarcia GO „Czersk” w wypracowanym kształcie stał się nieaktualny. Dowódca GO podjął decyzję, by przesunąć swoje oddziały na południe i obsadzić północną część przedmościa Bydgoszcz, przedłużając aż do Wisły skrzydło obrony 15 Wielkopolskiej Dywizji Piechoty. Poszczególne zgrupowania miały przejść przez Bukowiec – Terespol w rejon Włóki – Kusowo na północ od Fordonu, a w razie zablokowania przejść przez niemieckie wojska pancerne, oddziały winny były udać się w rejon Świecia. Inne zadanie otrzymał batalion ON „Kościerzyna”. Już po wyjeździe gen. Grzmota-Skotnickiego ze stanowiska dowodzenia, oficer operacyjny GO „Czersk” nakazał pozostawić batalion na dotychczasowych stanowiskach (w rejonie przesmyku jeziornego Szewnik – Branickie) i podporządkował go dowódcy 9 DP. Był to ostatni rozkaz wydany tym oddziałom w rejonie Borów Tucholskich.
Przełamanie linii jezior koronowskich
Aktywne działanie niemieckie na odcinku jezior koronowskich rozpoczęło się już o świcie 2 września silnym ostrzeliwaniem artyleryjskim całej linii polskiej obrony na przesmykach. Niemiecka 3 Dywizja Piechoty uderzyła na odcinek obrony 22 pułku piechoty. Walczący na południe od III/22 pp batalion ON „Koronowo” bronił przesmyków w rejonie Buszkowa. Około 11:00, zagrożony oskrzydleniem od północy, musiał wycofać się. Zepchnięty ze swych pozycji batalion próbował w godzinach południowych stawić opór na linii drogi między Starym Dworem i Nowym Dworem, a gdy zabrakło amunicji do starych francuskich karabinów, resztki batalionu w dużym nieładzie wycofały się za Brdę i dalej na południe w kierunku Bydgoszczy.
Działania w okrążeniu
Działania niemieckich wojsk szybkich doprowadziły do okrążenia w Borach Tucholskich znacznej liczby polskich oddziałów. Największą okrążoną jednostką organizacyjną była 9 DP z podporządkowanym jej 50 pułkiem piechoty i batalionem ON „Kościerzyna”.
Dowódca dywizji postanowił uporządkować swoje oddziały, przyjąć ugrupowanie obronne i dać żołnierzom odpocząć. 3 września zamierzał przejść w rejon Świecia i tam przeprawić się na prawy brzeg Wisły. Płk Werobej nie zdołał jednak opanować sytuacji i już w godzinach rannych 3 września przestał realnie dowodzić swoim związkiem taktycznym.
Brak jednego dowództwa wśród okrążonych oddziałów polskich doprowadził do tego, że 3 września na południowym skraju Borów Tucholskich rozegrało się kilkadziesiąt walk wzajemnie niepowiązanych.
Batalion ON „Kościerzyna” w dalszym ciągu podlegał ppłk. Jerzemu Staniszewskiemu, dowódcy faktycznie już nieistniejącego OW „Kościerzyna”. Około 3:00 otrzymał rozkaz opuszczenia zajmowanego stanowiska i przejścia w rejon Świecia, a stamtąd wzdłuż Wisły na południe. Wkrótce jednak rozkaz ten został odwołany, a batalionowi nakazano pozostać na dotychczasowych pozycjach z podporządkowaniem dowódcy 9 DP. Rano batalion został wyparty z zajmowanych stanowisk i wycofał się na północ w las koło szosy Błądzim – Bramka. W tym czasie został zbombardowany przez niemieckie lotnictwo i stracił charakter zwartego oddziału. Dzięki energii oficerów zdołano opanować sytuację i przywrócić dyscyplinę w batalionie. Batalion nie otrzymał jednak żadnej dyspozycji, nie miał też łączności z 9 DP, której został podporządkowany.
W tej sytuacji ppłk Staniszewski zaproponował, aby batalion pozostał na miejscu i bronił się do „ostatniego żołnierza”. Etatowy dowódca batalionu kpt. Stanisław Borowski był jednak zdania, że batalion powinien przebijać się ku Wiśle. Propozycję tę poparli inni oficerowie batalionu. Wówczas ppłk Staniszewski zrzekł się dowództwa, a w lesie przed Bramką zakopano dokumentację Oddziału Wydzielonego „Kościerzyna”. Jeszcze 4 i 5 września resztki batalionu pod dowództwem kpt. Feliksa Baśkiewicza próbowały przebijać się przez pierścień okrążenia. Tylko pojedyncze grupy żołnierzy dotarły do Wisły. Reszta batalionu dostała się do niewoli.

## Struktura organizacyjna
25 sierpnia 1939
- Dowództwo oddziału wydzielonego
- batalion ON „Kościerzyna”
- 3 bateria 11 dywizjonu artylerii konnej
- 1 pluton kawalerii z 1 szwadronu 16 pułku ułanów
- pluton żandarmerii
- kompania Straży Granicznej[a]
- pociąg specjalny.

1 września w skład OW wszedł również batalion ON „Gdyński II”